# Obština Opan
Obština Opan (bulharsky Община Опан) je bulharská jednotka územní samosprávy ve Starozagorské oblasti. Leží ve středním Bulharsku v Hornothrácké nížině. Sídlem obštiny je ves Opan, kromě ní zahrnuje obština 12 vesnic. Žijí zde necelé 2 tisíce stálých obyvatel.

## Sídla
| - Baštino - Bjal Izvor - Bjalo Pole - Jastrebovo - Kňaževsko | - Kravino - Opan (sídlo správy) - Păstren - Sredec - Stoletovo | - Trakija - Vasil Levski - Venec |

## Sousední obštiny
| Růžice kompasu |              | Stara Zagora | Radnevo  | Růžice kompasu |
| Růžice kompasu |              | Sever        | Gălăbovo | Růžice kompasu |
| Růžice kompasu | Obština Opan |              | Gălăbovo | Růžice kompasu |
| Růžice kompasu | Jih          |              | Gălăbovo | Růžice kompasu |
| Růžice kompasu | Dimitrovgrad | Simeonovgrad |          | Růžice kompasu |

## Obyvatelstvo
V obštině žije 1 781 stálých obyvatel a včetně přechodně hlášených obyvatel 2 253. Podle sčítáni 1. února 2011 bylo národnostní složení následující:
- Bulhaři: 2 443 (96.7 %)
- Romové: 72 (2.8 %)
- Turci: 7 (0.3 %)
- ostatní: 5 (0.2 %)